# ТОП Осс
ТОП Осс (нидерл. TOP Oss) — нидерландский профессиональный футбольный клуб из одноимённого города. Клуб был основан в 1928 году. Домашние матчи команда проводит на стадионе «Франс Хесен», его вместимость составляет 4,5 тыс. зрителей. До лета 2018 года команда имела название «Осс».
В сезоне 2024/25 клуб занял 16-е место в Эрстедивизи — Первом дивизионе Нидерландов. ТОП Осс никогда не выступал в высшем нидерландском дивизионе, лучшим достижением клуба в Первом дивизионе является 7-е место в 1997 году.
Главный тренер команды — Шорс Улте.

## История
Клуб был основан 9 апреля 1928 года учащимися школы города Осс и первоначально имел название КМД, что означало Малый, но храбрый (нидерл. Klein Maar Dapper). Однако позже выяснилось, что несколько команд с подобной аббревиатурой уже существует, поэтому было принято решение изменить название на ТОП, что означало Для нашего удовольствия  (нидерл. Tot Ons Plezier). 
После того, как в 1954 году футбол в Нидерландах стал профессиональным видом спорта, ТОП попал во второй дивизион Нидерландов. В сезоне 1956/57 команда заняла последнее место в своей группе, после чего клуб вернулся в любительский футбол. В 1991 году ТОП вернулся в профессиональный футбол.

## Бывшие игроки
- Хенк Вос
- Дэнни Хесп
- Чали Джонс
- Реви Розалия
- Орландо Смикес
- Марко Колси
- / Жоэль Чибамба

## Известные тренеры
- Ханс Дорье
- Адри Костер
- Пит Схрейверс